# Microsoma exiguum
Microsoma exiguum là một loài ruồi trong họ Tachinidae.